# Buridda
Buridda es una sopa o guiso de peces y mariscos en la cocina italiana de Liguria en el norte de Italia.  Algunas preparaciones se pueden cocinar a fuego lento,  mientras que otras se cocinan en un período de tiempo relativamente corto (9 a 10 minutos).  También se ha descrito como un guiso,  o con una textura similar a la de un guiso.  

## Ingredientes y preparación
Los ingredientes principales de la buridda incluyen mariscos, caldo de pescado, tomate, cebolla y ajo. Tradicionalmente, la sopa se servía con galette del marinaio (bollos de pan secos y redondos), que se remojaba en ella. En la actualidad, se puede utilizar pan tostado. Puede contener varios tipos de pescado, y entre los mariscos se incluyen anguilas, calamares, almejas o mejillones. Las preparaciones simples se pueden cocinar solo con bacalao seco y patata.

## Variedades
Buridda alla Genovese es una variación que se prepara con los mismos ingredientes base, y también puede incluir camarones y pulpo.  Ha sido descrito como un "plato tradicional de Génova ".  La buridda está relacionada con la bourride, una sopa de pescado de la Provenza y con la ''burrida de ratjada" típica de la cocina ibicenca.